# Preston Patrick
Preston Patrick of Preston in Kendale is een civil parish in het bestuurlijke gebied South Lakeland, in het Engelse graafschap Cumbria. In 2001 telde het civil parish 438 inwoners. De parish omvat de gehuchten Gatebeck, Goose Green, Millness en Nook.

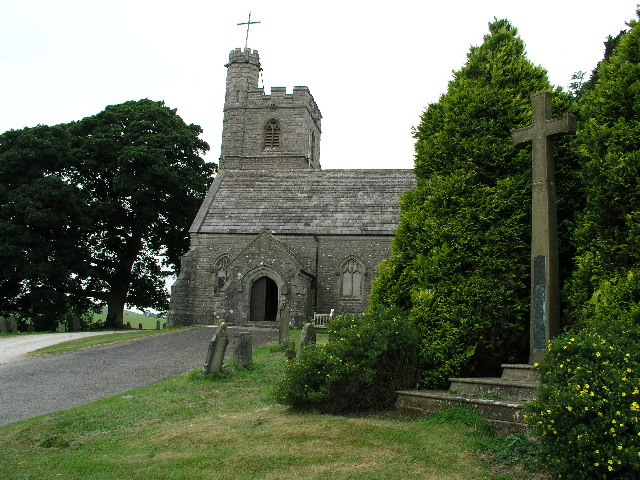
St. Patrick's Church